# 60 sekund
60 sekund (ang. Gone in 60 Seconds lub Gone in Sixty Seconds) – amerykański film fabularny z roku 2000 w reżyserii Dominica Seny. Jest to remake filmu Gone in Sixty Seconds z 1974 roku.

## Opis fabuły
Fabuła filmu opisuje historię „emerytowanego” złodzieja samochodów Randalla „Memphis” Rainesa, który wiedzie spokojne życie. Potrafi on w ciągu 60 sekund ukraść każdy samochód. Jego młodszy brat, Kip, wpada w kłopoty finansowe i w ręce mafii. Gangsterzy stawiają ultimatum: życie brata zależy od tego, czy Randallowi uda się kradzież 50 luksusowych samochodów w ciągu tygodnia.

## Obsada
- Nicolas Cage – Randall „Memphis” Raines
- Giovanni Ribisi – Kip Raines
- Angelina Jolie – Sara „Sway” Wayland
- Robert Duvall – Otto Halliwell
- Chi McBride – Donny Astricky
- Will Patton – Atley Jackson
- Christopher Eccleston – Raymond Calitri
- Scott Caan – Tumbler
- Vinnie Jones – The Sphinx
- Delroy Lindo – Roland Castlebeck
- James Duval – Freb
- Jaime Bergman – Blonde in Drag Race
- Frances Fisher – Junie Halliwell
- Stephen Shellen – Roger der Autoverkäufer
- Timothy Olyphant – Detektyw Drycoff

## Lista samochodów
Poniżej zamieszczona jest lista samochodów wraz z ich „imionami”, w kolejności alfabetycznej:
1. 1999 Aston Martin DB7 – „Mary”
2. 1962 Aston Martin DB1 – „Barbara”
3. 1999 Bentley Arnage – „Lindsey”
4. 1999 Bentley Azure – „Laura”
5. 1964 Bentley Continental – „Alma”
6. 1973 Cadillac El Dorado – „Madeline”
7. 1958 Cadillac El Dorado Brougham – „Patricia”
8. 1999 Cadillac Escalade – „Carol”
9. 2000 Cadillac El Dorado ETC (El Dorado Touring Coupe) – „Daniela”
10. 1957 Chevrolet Bel Air Convertible – „Stefanie”
11. 1969 Chevrolet Camaro Z28 – „Erin”
12. 1953 Chevrolet Corvette – „Pamela”
13. 1967 Chevrolet Corvette Stingray Big Block – „Stacey”
14. 2000 Ford F350 4x4 modified pick-up – „Anne”
15. 1971 De Tomaso Pantera – „Kate”
16. 1969 Dodge Daytona – „Vanessa”
17. 1998 Dodge Viper Coupe GTS – „Denise”
18. 1995 Ferrari F355 B – „Diane”
19. 1997 Ferrari 355 F1 – „Iris”
20. 1967 Ferrari 275 GTB4 – „Nadine”
21. 1999 Ferrari 550 Maranello – „Angelina”
22. 1987 Ferrari Testarossa – „Rose”
23. 1967 Ford Mustang Shelby GT 500 – „Eleanor”
24. 1956 Ford T-Bird – „Susan”
25. 2000 GMC Yukon – „Megan”
26. 1999 Humvee 2-Door Pickup – „Tracy”
27. 1999 Infiniti Q45 – „Rachel”
28. 1994 Jaguar XJ220 – „Bernadene”
29. 1999 Jaguar XJR Coupe – „Deborah”
30. 1991 Lamborghini Diablo – „Gina”
31. 1999 Lexus LS – „Hillary”
32. 1999 Lincoln Navigator – „Kimberley”
33. 1957 Mercedes Benz 300 SL/Gullwing – „Dorothy”
34. 1999 Mercedes Benz CL 500 – „Donna”
35. 1999 Mercedes Benz S 600 – „Samantha”
36. 1998 Mercedes Benz SL 600 – „Ellen”
37. 1950 Mercury Custom – „Gabriela”
38. 1971 Plymouth Hemi Cuda – „Shannon”
39. 1969 Plymouth Road Runner – „Jessica”
40. 1965 Pontiac GTO – „Sharon”
41. 1999 Porsche 996 – „Tina”
42. 2000 Porsche Boxster – „Marsha”
43. 1961 Porsche Speedster – „Natalie”
44. 1988 Porsche 959 – „Virginia”
45. 1997 Porsche 911 Twin Turbo – „Tanya”
46. 2000 Rolls-Royce Stretch Limousine – „Grace”
47. 1966 Shelby AC Cobra – „Ashley”
48. 2000 Toyota Land Cruiser – „Cathy”
49. 1998 Toyota Supra Turbo – „Lynn”
50. 2000 Volvo Turbo Wagon R – „Lisa”

## Box office
| Świat | US$ 237,202,299 |